# おそ松くん (パチスロ)
おそ松くんは2005年11月に大一商会が発売したパチスロのタイアップ機。赤塚不二夫の漫画『おそ松くん』をテーマとしている。2017年に新たに発売。

## 概要
ビッグボーナスとレギュラーボーナスの2つのボーナスを搭載するストック機。契機役を引くことにより行われるストックの解除抽選で直撃と、リプレイタイムである「おそ松チャンス」（後述）の2つの抽選が行われる。この「おそ松チャンス」は継続率の抽選を行っており、結果次第ではおそ松チャンスとボーナスのループという大量獲得モード（通称「爆連モード」）に突入することがあった。
本機は原作漫画の『おそ松くん』よりも、1988年にフジテレビ系で放送された同作品のテレビアニメーション番組をモチーフにしており、ボーナス中は同番組の主題歌（細川たかしが歌った『正調おそ松節』）のBGMが流れる。また、声優陣はパチンコ同様、第2作の声優陣が起用されたものの、容量の都合などから肝付兼太、田中真弓、真柴摩利の3人のみの参加となった。2017年では声優も増えている。

## 声優
旧版
- おそ松 - 日下ちひろ[1]
- カラ松、ハタ坊 - 真柴摩利
- イヤミ - 肝付兼太
- チビ太 - 田中真弓

新版
- おそ松 - 不明
- イヤミ - 肝付兼太
- チビ太 - 田中真弓
- ハタ坊 - 真柴摩利
- デカパン - 長嶝高士
- ダヨーン - 高塚正也

## おそ松チャンス
この機種のリプレイタイムの呼称。突入後10ゲームの間、イヤミが遊園地でおそ松をはじめとする6つ子を探す演出となり、その間リプレイ1の抽選確率が上がる。おそ松チャンス終了後は必ずボーナスが放出される。
リプレイ以外の小役を引くと兄弟を見つけることができ、捜した人数によっておそ松チャンスの継続率が変化する。特に6人全員を捜し当てた場合、約89%（「チビ太だい」では約82%）の確率でボーナス放出後もおそ松チャンスが継続する「爆連モード」突入が確定し（爆連モードには4人でも約20%、5人でも約33%の確率で突入する）、継続する間はどちらかのボーナスが当たり続けることになる。

## ゲーム
必殺パチスロエヴァリューション2 おそ松くん
2006年3月2日発売のシミュレーションソフト。サウンドモードでは当機で使われたBGMや声優陣のボイスが視聴できる。

## 後継機
チャンス目の出現確率を上げ代わりに爆連モードのボーナス継続率を下げるなど、出玉性能をややマイルドにした「チビ太だい」が2006年2月に発売された。